# Friday Night Funkin’
Friday Night Funkin — бесплатная игра с открытым исходным кодом, которая разрабатывается канадским программистом Кэмероном Тейлором (известным под псевдонимом ninjamuffin99) при помощи OpenFL на языке программирования Haxe. Игровой процесс схож с такими играми, как Rock Band, Dance Dance Revolution и PaRappa the Rapper, по стилистике напоминает флэш-игры, популярные в начале и середине 2000-х годов на таких платформах, как Newgrounds.
Действие игры происходит вокруг Парня, который хочет встречаться с Девушкой, но для этого родители девушки ставят ему испытания, в которых ему необходимо победить множество персонажей в рэп-битвах («Парень» и «Девушка» — имена персонажей).

## Игровой процесс

Парень

Friday Night Funkin — это ритм-игра, в которой игрок должен пройти несколько «недель» (уровней), каждая из которых содержит по несколько встроенных песен. Каждый уровень игрок сталкивается с новым противником.
Во время игры противник поёт набор нот, которые игрок зачастую должен повторить, нажимая клавиши со стрелками и WASD, а также настроить сочетание клавиш . Внизу экрана есть шкала здоровья, разделенная на две части: полосы противника и игрока. Успешное нажатие нот увеличит размер полосы игрока (уменьшая полосу противника), в то время как их пропуск расширит полосу оппонента (уменьшая полосу игрока). Игрок проигрывает, если полоса противника заполняет всю шкалу.
Для каждой «недели» игрок может выбрать одну из 3 сложностей: лёгкую (англ. Easy), среднюю (англ. Normal) и тяжёлую (англ. Hard). По мере увеличения сложности скорость движения стрелок увеличивается и затрудняет попадание по ним, количество стрелок также возрастает. Рекорд игрока за каждую неделю на каждой сложности отслеживается и отображается в левом верхнем углу экрана.
Также есть возможность играть в режиме «свободной игры», где отсутствуют недели и кат-сцены — так игрок может отдельно проходить любую песню.
Тейлор опубликовал новую сборку на Newgrounds в ноябре 2020 года, включающую в себя неделю, связанную с анимационным веб-сериалом «Spooky Month». Интерес к игре вырос, и она стала самой рейтинговой игрой за 25-летнюю историю Newgrounds. Игра также получила значительное внимание благодаря трендам на таких платформах, как YouTube, Twitter, TikTok и Twitch.
Благодаря выпуску с открытым исходным кодом, игра имеет активное сообщество создателей пользовательских модификаций, позволяя реализовывать контент, созданный фанатами.

## Сюжет
Игра разделена на отдельные «недели», в каждой из которых есть по три песни и новый противник, причём недели добавляются периодически.

### Обучение
Игрок берёт на себя роль Парня (англ. Boyfriend, сокращённо BF) с голубыми волосами, который хочет встречаться со своей Девушкой (англ. Girlfriend, сокращённо GF). При пении вместо слов он произносит пикающие звуки, как и практически все игровые персонажи. Девушка видит в нём талант и «обучает его рэпу», сидя на колонке и в дальнейшем сопровождая главного героя во всех следующих неделях.

### Неделя 1
Отец девушки главного героя, Дорогой папочка (англ. Daddy Dearest, в прошлом — рок-звезда), не одобряет их отношений. Парень должен убедить отца позволить встречаться с его дочерью благодаря своему музыкальному таланту, победив его в рэп-баттле.

### Неделя 2
После победы Парня над отцом, лимонно-головое чудовище по имени Монстр просит двух детей, Скида и Пампа (из анимационного сериала Sr Pelo «Жуткий месяц»), принести для него «особую закуску» взамен на конфеты, на что они соглашаются и встречаются с Парнем и Девушкой. Дети решают, что именно Девушка должна быть особой «закуской» Монстра, и начинает рэп-битву.
После победы Парня над Скидом и Пампом Монстр решает сам заполучить Девушку и сражается с Парнем в музыкальной битве, но проигрывает.

### Неделя 3
Папа, который до сих пор не хочет видеть главного героя рядом со своей дочерью, нанимает Пико (из игры Pico’s School), чтобы устранить Парня. Оказывается, что Парень — это старый друг и бывший любовный интерес Пико, и вместо того, чтобы убить его, он решает сразиться с ним в музыкальной битве на железнодорожной остановке.

### Неделя 4
Пико проиграл, и с Парнем решает сразиться жена Папы, Мама Девушки или же Дорогая мамочка (англ. Mommy Mearest), на крыше семейного лимузина.

### Неделя 5
После своего поражения Мама объединяется со своим мужем, и они захватывают во время Рождества торговый центр, попутно беря в заложники Санта-Клауса, чтобы вновь сразиться с Парнем. Неожиданно посреди битвы появляется Монстр, который устраивает с ним реванш, сделав обстановку более тёмной и страшной с помощью галлюцинаций.

### Неделя 6
После всего этого Девушка приглашает Парня поиграть с ней в её любимый симулятор свиданий под названием «Симулятор ненависти» (англ. Hating Simulator), но Папа превращает его в ловушку, оставляя дочь с Парнем внутри игры, как когда-то сделал то же самое с Сэмпаем. Девушка и Парень встречают Сэмпая, который хочет сразиться за сердце Девушки, но проигрывает Парню, высвобождая своё истинное обличие — Духа. Дух хочет выбраться из игры, но для этого он должен заполучить тело, которое поможет ему попасть в реальный мир. Дух видит идеальное тело в Парне и начинает баттл с ним.

### Неделя 7
Парень встречается с Танкистом (англ. Tankman) — лидером группы агрессивно настроенных солдат. Тот бросает главному герою вызов, потому что, по его словам, «выдался скучный день», и сражается с ним в музыкальной битве посреди поля боя, между делом зло шутя над парочкой, но, чуть позже, не выдерживает и отдаёт приказ расстрелять Девушку. Внезапно на помощь приходит Пико, который отбивается от приходящих со всех сторон солдат, в то время как Парень продолжает рэп-битву с Танкистом.

### Выходной 1
После рэп-баттла с Парнем, Пико встречает Нене (англ. Nene), которая искала его после предательства, ведь из-за него она и Дарнелл (англ. Darnell) не получили денег, которые должны были за убийство Парня. После небольшой погони, Пико встречает вышеупомянутого Дарнелла, с которым начинает баттл.
После победы над Дарнеллом, тот начинает драку, по итогу которой они уладили отношения между собой.

## Разработка
Тейлор и трое его друзей из Newgrounds (художники под псевдонимами Phantom Arcade и evilsk8r, а также композитор Kawai Sprite) изначально разработали игру как заявку на Ludum Dare, опубликовав демоверсию, которая получила неожиданный успех, что привело к множеству запросов на полную игру. Тейлор сказал, что он с самого начала планировал расширить игру на странице сборки Ludum Dare и сказал, что думает о самой сборке как скорее о прототипе, чем о демоверсии.
Саундтрек игры был доступен бесплатно на Bandcamp и Spotify. Одна из песен саундтрека, M.I.L.F, заняла 20-е место из 50-ти в рейтинге популярности на Spotify 6 марта.
Тейлор выразил планы выпустить Friday Night Funkin' в Steam и Epic Games Store на таких платформах как Nintendo Switch, PlayStation 4 и Xbox One. Полная версия игры будет содержать 52 недели с различным дизайном персонажей.

В апреле 2021 года, вслед за 7-й неделей, была запущена страница на Kickstarter с целью сбора средств на создание полной версии игры. Целью сбора была поставлена сумма в 60 000 долларов. Разработчики обещали 52 новых недель, многопользовательский режим, мобильную версию игры, настройку внешности протагониста, улучшенную поддержку пользовательских модификаций, коллаборации с известными артистами и многое другое (на 17 мая 2021 года, они собрали более 2 000 000 долларов).

## Восприятие
Так как Friday Night Funkin создавалась как игра с открытым исходным кодом, к ней было выпущено множество модификаций, добавляющих новых противников для Парня.

## Примечание
1. ↑  https://github.com/ninjamuffin99/Funkin/blob/master/LICENSE
2. 1 2  Friday Night Funkin' Fondly Recalls Flash Games (англ.). TechRaptor. Дата обращения: 14 марта 2021. Архивировано 3 февраля 2021 года.
3. 1 2 3  South Cariboo game designer reaps success (англ.). 100 Mile House Free Press (21 ноября 2020). Дата обращения: 14 марта 2021. Архивировано 27 ноября 2020 года.
4. ↑  Iconic PaRappa the Rapper Level Modded Into Friday Night Funkin' (амер. англ.). Game Rant (26 февраля 2021). Дата обращения: 14 марта 2021. Архивировано 3 марта 2021 года.
5. ↑  Julia Lee. TikTok’s algorithm led me to an amazing rhythm game (англ.). Polygon (8 января 2021). Дата обращения: 14 марта 2021. Архивировано 3 марта 2021 года.
6. ↑  Conheça Friday Night Funkin', jogo de música que virou febre! (бр. порт.). www.tecmundo.com.br. Дата обращения: 14 марта 2021. Архивировано 27 февраля 2021 года.
7. ↑  Friday Night Funkin: cómo jugar y descargar gratis en PC el juego musical de moda (исп.). MeriStation (4 марта 2021). Дата обращения: 14 марта 2021. Архивировано 4 марта 2021 года.
8. ↑  https://twitter.com/phantomarcade3k/status/1368312312336179203. Twitter. Дата обращения: 14 марта 2021. Архивировано 6 марта 2021 года.
9. ↑  https://twitter.com/phantomarcade3k/status/1383933596977700875. Twitter. Дата обращения: 19 апреля 2021. Архивировано 19 апреля 2021 года.
10. ↑  Paul DiSalvo. Friday Night Funkin': 15 Best Custom Song Mods (амер. англ.). Game Rant (4 августа 2021). Дата обращения: 30 декабря 2022. Архивировано 30 декабря 2022 года.
11. ↑  Davies, Patrick (21 ноября 2020). South Cariboo game designer reaps success. 100 Mile House Free Press. Black Press. Архивировано 27 ноября 2020. Дата обращения: 14 марта 2021.
12. ↑  Holland, Naquan. Iconic PaRappa the Rapper Level Modded Into Friday Night Funkin'. Game Rant (26 февраля 2021). Дата обращения: 28 февраля 2021. Архивировано 3 марта 2021 года.